# Dysdera seclusa
Dysdera seclusa là một loài nhện trong họ Dysderidae.
Loài này thuộc chi Dysdera và được J. Denis miêu tả khoa học lần đầu tiên năm 1961.